# Farvagny-le-Grand
Pour les articles homonymes, voir Farvagny (homonymie).
Farvagny-le-Grand (Farvanyi-le-Gran  en patois fribourgeois) est une localité et une ancienne commune suisse du canton de Fribourg, située dans le district de la Sarine.

## Histoire
Tout d'abord fief de la maison de Savoie, le village de Farvagny-le-Grand est acheté par la ville de Fribourg en 1483 et rejoint alors le bailliage de Pont-Farvagny ; le village devient alors chef-lieu du bailliage et la maison de justice est transformée en château et devient la résidence du bailli avant d'être vendu en 1801. Par la suite, le village est rattaché successivement au district de Romont jusqu'en 1803, puis au district de Farvagny jusqu'en 1848 (chef-lieu du district). Érigé en commune, Farvagny-le-Grand est ensuite intégré au district de la Sarine.
Le 1er janvier 1996, Farvagny-le-Grand fusionne avec ses voisines de Farvagny-le-Petit, Grenilles et Posat pour former la commune de Farvagny. Celle-ci va à son tour fusionner le 1er janvier 2016 Corpataux-Magnedens, Le Glèbe, Rossens et Vuisternens-en-Ogoz pour former la nouvelle commune de Gibloux.

## Patrimoine bâti
L'église Saint-Vincent, datant de 1888, est inscrite comme bien culturel d'importance nationale, alors que le château et la chapelle Notre-Dame de Montban, initialement placée sous le patronage de Notre-Dame des Ermites, sont classés comme biens culturels d'importance régionale.